# TAS分类
TAS分类（TAS classification）可依据碱含量和二氧化硅含量的组合关系来为许多常见类型的火山岩命名，这些化学参数很有用，因为碱金属和二氧化硅的相对比例在确定实际矿物和标准矿物学方面起着重要的作用。该分类法对已进行过化学分析的岩石来说似乎很简单，也很容易使用。本条目引用了约翰森（1937年）、勒梅特及其他人的内容（2002年）。

## TAS分类的使用
TAS代表总体碱性-二氧化硅。
然而，在使用TAS或任何其他分类之前，应该记住以下约翰森（1937年）的话。
对于火成岩已提出过很多独特的分类，它们的变动性部分取决于每种方法的用途，部分源于岩石本身特性所带来的困难。问题不在于分类，而在于没有正确把握其属性…必须对岩石进行分类，以便与之前描述的具有相似成分和外观的其他岩石进行比较。如果这不能在自然成因基础上完成，那么人为分类系统必须作出回答，以作为描述岩石的卡片索引。虽然这有可能是一件坏事，但至少是坏事中最小的一件。
1937年，约翰森（Johannsen）的分类章节副标题是“根据各人的喜好”（Chacun a son goāt）。
此外，正如勒梅特（Le Maitre）等人（2002年）曾详细讨论过的那样，该分类并不适用于所有的火山岩，某些岩石无法使用该图表来命名。对于其他的情况，必须另外使用化学、矿物学或质地标准，如煌斑岩。
TAS分类应只适用于无法确定矿物模式的岩石（否则，使用基于矿物学的方案，如QAPF图或火成岩条目中提供的其他图表之一）。在使用TAS图对岩石进行分类前，化学分析必须重新计算至100%，不包括水和二氧化碳。

## TAS 图示

TAS 图示，该版本根据2002年勒梅特等人提供的坐标。

2002年，勒梅特等人为TAS图中字段所提供的名称如下所示。 
B (玄武岩) (使用标准矿物学进行细分)
O1 (玄武安山岩)
O2 (安山岩)
O3 (英安岩)
R (流纹岩)
T (粗面岩或粗面英安岩) (使用标准矿物学确定)
Ph (响岩)
S1 (粗面玄武岩) *钠质和钾质变体为夏威夷岩和钾质粗面玄武岩

S2 (玄武质粗面安山岩) *钠质和钾质变体为橄榄粗安岩和橄榄玄粗岩
S3 (粗面安山岩 *钠质和钾质变体为歪长粗面岩和安粗岩
Pc (苦橄玄武岩)
U1 (碧玄岩或碱玄岩) (使用标准矿物学确定)
U2 (响质碱玄岩)
U3 (碱玄质响岩)
F (似长石岩) (当可能时根据主要的似长石命名。方柱石也标出在该区域，可通过其他化学标准进行区分。)
- 上面所说的钠是指氧化钠（Na2O-2）大于氧化钾（K2O）；钾是指氧化钠小于氧化钾。但已有其它的名称来命名特别富含钠或钾的岩石（如超钾火成岩）。